# エイドゥル・グジョンセン
- エイドゥル・グウズヨンセン
- エイドゥル・グズヨンセン

エイドゥル・スマーリ・グジョンセン（Eiður Smári Guðjohnsen, 1978年9月15日 - ）は、アイスランド・レイキャヴィーク出身の元同国代表サッカー選手、現サッカー指導者。現役時代のポジションはフォワード、ミッドフィールダー。
姓の日本語表記は「グズヨンセン」もしくは「グウズヨンセン」が原音に忠実である。
プレミアリーグのボルトン・ワンダラーズFCで頭角を現し、その後チェルシーFC、スペインのFCバルセロナといったビッグクラブでプレー。代表では、監督がオラフル・ヨハネソンになるまでキャプテンを務めた。プロキャリアを通してクラブや代表など通算160ゴールを記録。オランダ、イングランド、スペインの各国トップリーグ、そしてUEFAチャンピオンズリーグでタイトルを獲得したことから、偉大なアイスランド人サッカー選手の一人だと考えられている。

## クラブ歴

### 初期
1994年、17歳の時にヴァルル・レイキャヴィークでプロデビュー。エールディヴィジのPSVアイントホーフェンに2年間在籍したが、代表戦での怪我やロナウドの存在があったため出場機会は限られた。母国のKRレイキャヴィークにしばらく在籍した後、1998年にディヴィジョン1のボルトン・ワンダラーズFCへと移籍した。

### ボルトン
セルティックFCとのプレシーズンマッチを前に、古参DFジミー・フィリップスからボルトンサポーターに紹介された。アイルランドで行われた夏のプレシーズンツアーでのプレーぶりにコリン・トッド監督は感銘を受け契約を結んだ。しかし加入当初はオーバーウェイトや不調のため、実戦レベルまでに時間を要した。1998年9月のバーミンガム・シティFC戦で途中出場し、短時間プレーした。
1999年冬の移籍市場で、トッドはアルナル・グンラウグソンをレスター・シティFCへ、ネイサン・ブレイクをブラックバーン・ローヴァーズFCへと放出。前線のメンバーを絞り、自身がレギュラーに据えられる。アウェーのカウンティ・グラウンドで行われたスウィンドン・タウンFC戦で得点し3-3と引き分けた。次の試合では、ホームのリーボック・スタジアムにバーンズリーFCを迎えると再びゴールを挙げた。最終的にシーズンで5得点を記録した。1999年のワトフォードFCとの昇格プレーオフ決勝戦でプレーしたものの、ニック・ライトとアラン・スマートにゴールを決められ0-2で敗退した。
翌1999-00シーズンは、ディーン・ホールズワース、ボー・ハンセン、ボブ・テイラーと数人の選手とコンビを組み、7試合を除きスタメンで出場した。このシーズンはリーグ戦で21得点を記録すると、FAカップとリーグカップ双方で準決勝進出に貢献した。特にFAカップ準々決勝のチャールトン・アスレティックFC戦では、唯一となるゴールを決めた。
プレーオフ準決勝第1戦のイプスウィッチ・タウンFC戦で負傷したため次戦に出場することが出来なかった。第2戦目は、バリー・ナイト主審から12枚のイエローカードと、マイク・ウィスロウとロビー・エリオットに退場が下され敗退した。一方で、相手MFジム・マギルトンによるポール・ウォーハーストへの蹴り行為にカードが出されないなど物議を醸した。このシーズンは計23得点を記録。クラブは昇格を逃し財政的な問題を抱えていたため、複数のクラブによる争奪戦となった。

### チェルシー

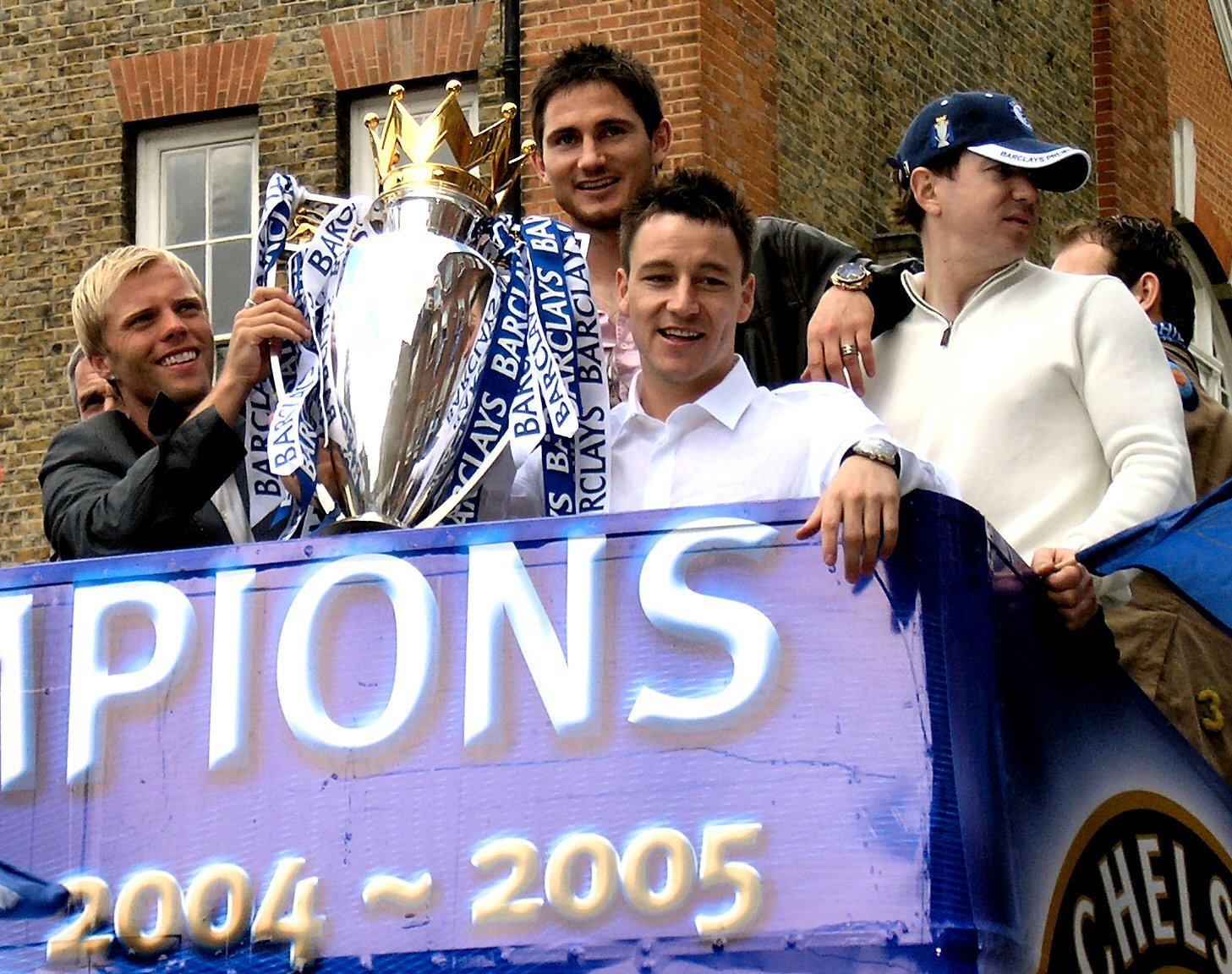
ランパード、テリーと共にリーグ優勝を祝う（2005年）

2000年6月、ジャンルカ・ヴィアッリ率いるチェルシーFCへ移籍。移籍金は400万ポンドで5年契約を締結した。ヴィアッリは9月に解任され、新監督に就任したクラウディオ・ラニエリの下、ジャンフランコ・ゾラや同じく新加入のジミー・フロイド・ハッセルバインクらと共にプレー。翌2001-02シーズンは、ハッセルバインクとコンビを組むと全大会で自身は計23得点、ハッセルバインクは27得点を記録。驚異的な攻撃陣を形成し「The Fire and Ice」と称された。
2002-03シーズンのリーズ・ユナイテッドAFC戦のオーバーヘッドキックや、2003-04シーズンにフラムFCをスタンフォード・ブリッジに迎えた一戦、2004-05シーズンのリーグ年間ゴールランキング第10位に選出されたサウサンプトンFC戦、そして、プロになってから初めてハットトリックを決めた2004年10月のブラックバーン・ローヴァーズFC戦など、ドリブルと巧みなコントロールから正確なシュートで何度も鮮烈なゴールを決めた。また、チェルシーでのアシスト数は60を記録した。
2003年7月、クラブのオーナーとしてロマン・アブラモヴィッチがやって来るとアドリアン・ムトゥ、エルナン・クレスポ、ディディエ・ドログバといった高価なビッグネームを次々と獲得。これにもかかわらず、2003-04シーズンはレギュラーとしてプレー。ジョゼ・モウリーニョを招聘した2004-05シーズンには、リーグ戦で12ゴールを挙げタイトル獲得に大きく貢献した。また、同シーズンのUEFAチャンピオンズリーグ決勝トーナメント1回戦で、FCバルセロナ相手にゴールを決め4-2の勝利に貢献した。モウリーニョはタッチとビジョンのスキルに注目し、中盤の役割を任せられるようになった。また、戦況に応じてセントラルMF、左右のWG、守備的MF、そしてストライカーとユーティリティ・プレイヤーとして起用されるようになった。
しかし、2006-07シーズンになるとクラブはアンドレイ・シェフチェンコやミヒャエル・バラック、サロモン・カルーなどの大型補強を行い、出場時間の減少が予想され、移籍の噂が飛び交った。とりわけ、マンチェスター・ユナイテッドFCかレアル・マドリードへの移籍が濃厚と言われていたが、2006年6月14日にFCバルセロナへ移籍することが発表された。チェルシーでは計263試合出場86得点を記録。出場数は外国人選手としてゾラに次ぐクラブ歴代2位となった。

### バルセロナ

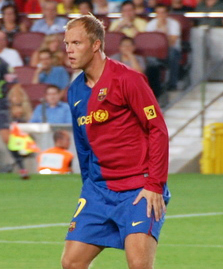
バルセロナ時代（2008年）

母国スウェーデンの古巣ヘルシンボリIFでキャリアを終えるために退団したヘンリク・ラーションの後釜として、FCバルセロナへ加入。移籍金1170万ユーロの4年契約で、背番号は7を着用する。アイスランド人としては初めて同クラブでプレーする選手となった。
2006年8月7日、アメリカのロサンゼルス・メモリアル・コロシアムで行われたメキシコリーグ王者CDグアダラハラとのプレシーズンマッチでは、10万人の前でロナウジーニョのスルーパスを受けゴールを決めた。同月26日に行われたセルタ・デ・ビーゴとの開幕戦で、リュドヴィク・ジュリと交代でピッチに立ちラ・リーガデビュー。試合時間残り3分のところでファーストシュートを放つと相手DFアンヘル・ロペスにブロックされたが、ボールが目の前に戻ってきたところをボレーでネットを揺らす。これが決勝ゴールとなり3-2の勝利に貢献、上々のスタートを切った。UEFAチャンピオンズリーグでは、10月31日に古巣チェルシーFCを相手にゴールを決める。グループリーグ最終戦のヴェルダー・ブレーメン戦は勝利以外で敗退が決定する状況で迎えるが、チーム2得点目となるゴールを挙げ2-0での勝利に貢献した。11月19日に行われたRCDマジョルカとのリーグ戦では2ゴールを記録し4-1で勝利、チームを首位返り咲きに導いた。12月のFIFAクラブワールドカップ準決勝クラブ・アメリカ戦で1ゴールを決め4-0で勝利した。
2007年3月6日に行われたチャンピオンズリーグ2ndレグではアンフィールドに乗り込む。リヴァプールFC相手に唯一ゴールを決め1-0で勝利したが、アウェーゴールのため敗退した。移籍初年度は全大会で12ゴールを記録するも3人の巨星であるロナウジーニョ、サミュエル・エトオ、そしてリオネル・メッシはさらに多くのゴールを決めていた。一方CLでは3得点を挙げ、クラブ内得点王になった。
移籍初年度はフランク・ライカールト監督やファンの期待通りの活躍とはいかなかった。2007年夏には、プレミアリーグへの復帰が濃厚だったが実現せず。秋には代表戦での大腿部負傷の影響もありベンチで過ごす日々が続いた。グジョンセンはポジション争いに戻る意思を見せていたものの、クラブはティエリ・アンリを獲得し、若手FWのボージャン・クルキッチとジョバニ・ドス・サントスをファーストチームに加えたため、レギュラー争いは熾烈なものとなった。
10月23日のUEFAチャンピオンズリーグ・レンジャーズFC戦では、シーズンで初めてセントラルMFとして起用される。11月13日のコパ・デル・レイ、CDアルコヤーノ戦では、89分にPKを決め3-0の勝利に貢献した。2007年12月15日のバレンシアCF戦で、このシーズンにおいてリーグ戦初ゴールを記録し3-0で勝利。クラブとしては1997-98シーズン以来となるエスタディオ・デ・メスタージャでの勝利となった。シーズン最終戦では降格が決定したレアル・ムルシア相手に得点こそは出来なかったものの、中盤でのプレーは賞賛を集めベストパフォーマンスを披露した。このシーズンは、4季ぶりの無冠に終わりトラブルシーズンとなったが、自身は全大会で36試合に出場し欧州の舞台で通算50試合出場を達成。しかしスタメン出場は18試合、フル出場は4試合に止まった。
2008-09シーズンよりジョゼップ・グアルディオラが新監督に就任すると多数の選手を放出。自身にもプレミアリーグをはじめとした複数のクラブから関心を寄せられ、特にウェストハム・ユナイテッドFCとポーツマスFCが具体的なオファーを検討していた。
7月の終わりに、ハイバーニアンFCとのプレシーズンマッチで2ゴールを決めるなど好調をアピール。グアルディオラからは信頼され戦力として見られていることを明かし、バルサに留まること示唆した。グアルディオラからはフィジカルの強さと高いテクニックを買われ、2列目からの飛び出しといったプレーを期待され残留した。このシーズンはセビージャFCから新たに加入したセイドゥ・ケイタと出場機会を巡って鎬を削る。9月21日のスポルティング・デ・ヒホン相手に6-1と勝利した試合で、71分にケイタと交代で出場しシーズン初出場。この試合は得点こそなかったが、リオネル・メッシが得点した最後の2ゴール両方に関与した。3日後9月24日のレアル・ベティス戦で再び70分にケイタと交代出場すると、この9分後に決勝ゴールを決め3-2で勝利した。9月27日のRCDエスパニョール戦では初スタメンに選ばれたが得点は挙げられず、ケイタとの交代でベンチに下がった。また、翌年2月のヒホン戦でバルサでの通算100試合出場を達成した。CL決勝の地スタディオ・オリンピコでは、ディフェンディングチャンピオンのマンチェスター・ユナイテッドFCを破り、アイスランド人として初めてCL決勝のメンバーとなりトロフィーを獲得した。
しかし重要な局面に入ると徐々に出場機会は減少し、UEFAスーパーカップとスーペルコパ・デ・エスパーニャの2つで出場機会は訪れなかった。2009年夏にグアルディオラから構想外であることを通達された。在籍最終年はスペイン史上初の3冠達成のメンバーとなり、計6つのタイトルを獲得した。

### モナコ
2009年8月31日、リーグ・アンのASモナコに2年契約で移籍した。背番号は9。

### トッテナム
2010年1月28日、ウェストハム・ユナイテッドFCでメディカルチェックを受けていたが、トッテナム・ホットスパーFCの監督ハリー・レドナップに勧誘され、同クラブにレンタル移籍することとなった。これに対してウェストハムの新たな共同経営者であるデイヴィッド・サリヴァンは交渉を妨害されたと憤慨し、チェルシーFC時代の同僚であるジャンフランコ・ゾラ監督は失望を隠せなかった。この時すでにジャーメイン・デフォー、ピーター・クラウチ、ロビー・キーン、ロマン・パヴリュチェンコと4人のストライカーがいたが、2月3日のダゲナム・アンド・レッドブリッジFCとの親善試合で2ゴールを決め順調なスタートを切った、2010年2月10日には、アウェーのウルヴァーハンプトン・ワンダラーズFC戦でデフォーと共にストライカーとして移籍後初出場を果たしたが、0-1で敗戦した。2010年3月20日のストーク・シティFC戦で移籍後初ゴールを決めると、ニコ・クラニチャールのゴールの起点となり勝利へ導いた。リーグ後半戦で14試合に出場し、クラブが来季のCL出場権を獲得したため完全移籍すると思われたが実現しなかった。

### ストーク
2010年8月31日にストーク・シティFCと1年契約を結んだ。プレシーズンは移籍先を探していたためトレーニングに参加できず、ストークではコンディション調整から始まった。また、リザーブチームで練習試合をこなし、リーズ・ユナイテッドFCのリザーブチームとの試合では2ゴールを決め2-1で勝利した。9月18日のウェストハム戦で移籍後初出場となり1-1で引き分けた。ストークでは5試合出場したが全て途中出場に止まり、1月の移籍市場最終日にフラムFCへレンタルとなった。2010-11シーズン終了を以てストークを退団した。

### フラム
2011年1月31日に、シーズン終了までの契約でレンタル加入した。2011年2月5日のアストン・ヴィラFCと2-2と引き分けた試合で、後半アディショナルタイムにアンディ・ジョンソンとの交代で加入後初出場。5月になるとマーク・ヒューズ監督は完全移籍の見通しを示したが、シーズン終了に伴いレンタルバックとなった。

### AEKアテネ
ウェストハム・ユナイテッドFCやスウォンジー・シティAFCからの関心もあったものの、2011年7月19日に年俸120万ユーロの2年契約でAEKアテネFCへフリーで加入した。左サイドや攻撃的MF、ストライカーと複数のポジションでプレー出来ることで、クラブのキー・ターゲットとなっていた。アテネ国際空港に到着した際には、1000人以上のAEKファンに迎えられ、サポーターの歓迎ぶりに入団会見では「色々な国でプレーしたが、これほどまでに歓迎されたことは今までなかった。AEKに移籍を決定したのは100%正しかったと確信した。何かを約束をするのは好きじゃないが、クラブ史に名を残せるようなプレーがしたい。」と語った。また同時期にAEKと契約を結んだ同胞CBのエルファル・フレイル・ヘルガソンと共にプレーすることとなった。2011年9月21日にアウェーのシュコダ・クサンティFC戦で75分から途中出場し、移籍後初ゴールを決め4-3で勝利を飾った。
2011年10月15日にオリンピアコスFCとのダービーで、44分に相手GKのフランコ・コスタンソと衝突し右脚の脛骨と腓骨を骨折。シーズンの残りは欠場するとみられていたが、予想より早く回復し復帰する。4月22日のリーグ戦最終節PAEドクサ・ドラマス戦に出場し、1-1と引き分けた。AEKのユニフォームを着た最後の試合は、ライバルのパナシナイコスFCとのプレーオフ最終戦だった。
2012年7月、クラブが財政難に陥っていることから、20万ユーロ（約1900万円）の契約解除金でギリシャを1年で去った。9月にはMLSに所属するシアトル・サウンダーズFCのトライアルを受けたが、契約には至らなかった。

### セルクル・ブルッヘ
2012年10月1日、ジュピラー・プロ・リーグのセルクル・ブルッヘに加入。シーズン終了までの契約を締結した。

### クルブ・ブルッヘ
2013年1月13日、セルクルのライバルであるクルブ・ブルッヘに1年半の契約で移籍した。

### ボルトン復帰
2014年秋にベルギーを去ると、チャンピオンシップ所属の古巣ボルトン・ワンダラーズFCの練習に参加する。ニール・レノン監督が加入を示唆する中、12月5日にはシーズン終了までの契約で14年半ぶりに復帰。リーグ戦24試合5得点を記録した。

### 石家荘永昌
2014-15シーズン限りで契約が終了し、フリーの状態となる。2015年7月3日、中国スーパーリーグに昇格する石家荘永昌足球倶楽部へ加入した。

### モルデ
2016年2月12日、オーレ・グンナー・スールシャールが率いエリテセリエンに所属するモルデFKと2年契約を締結。しかし同年8月3日、契約半ばにモルデを退団しフリーとなった。

### プネー・シティ
8月24日、ISLのFCプネー・シティに移籍することが決定した。しかしプレシーズンに左足首を負傷。出場機会を得られないままインドを去った。
1年間の無所属期間を経た2017年9月にメディアのインタビューにて、事実上の現役引退を表明した。今後もフットボールに関わっていくとしながらも、肉体的な衰えから23年間のプロ生活に終止符を打つと語った。現役引退後はスペインに在住している。

## 代表歴
1992年、14歳の時にU-17で代表デビュー。1994年までの間に26試合7得点を記録した。U-19では9試合に出場すると、年内にはU-21に選出された。ここでは、4年間で12試合5得点を記録した。
当時17歳であった1996年にA代表へ招集される。4月24日に敵地タリンで行われたエストニア戦において、34歳の父アルノール・グジョンセンとの交代で代表デビュー。試合には3-0で勝利した。この親子による交代は現在も唯一の記録となっている。

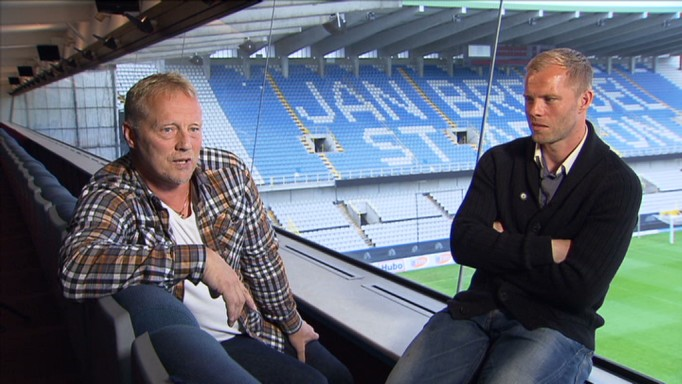
アルノール（左）とエイドゥル

アイスランドサッカー協会のエガート・マグヌソン会長（のちのウェストハム・ユナイテッドFC会長）とロギ・オラフソン監督は、親子の同時出場をホームで迎えたかったため、敢えて同時に起用しなかった。この2ヶ月後の1998 FIFAワールドカップ・ヨーロッパ予選グループリーグで、マケドニア共和国をホームに迎える試合が控えていた。しかし、5月7日のUEFA U-18欧州選手権・アイルランド戦で足首を負傷。以降共演の機会は訪れなかった。
父アルノールが2001年に現役を引退した際に「息子と共にプレーすることが出来なかったのがキャリアで最大の後悔だった」と語った。
2007年10月13日に行われたホームでのラトビア戦では2-4と敗北したが、この試合で2ゴールを挙げ、リカルズル・ヨーンソンが保持していた代表得点記録17を更新した。
クラブでは数々のタイトルを獲得したが、FIFAワールドカップには縁が無かった。2014 FIFAワールドカップの予選ではプレーオフに進出したものの、2013年11月にアウェーでクロアチアに敗れ本大会出場を逃すと、直後に代表引退を表明した。
2015年3月に代表へ復帰し、3月28日のEURO 2016予選・カザフスタン戦では代表において5年半ぶりのゴールを挙げた。
EURO 2016本戦に出場し、37歳で自身初めて国際レベルの主要大会を経験した。
代表通算60試合以上に出場し、歴代最多となる24得点を記録した。

## 指導歴
2019年より母国代表のU-21チームでアシスタントコーチを務める。
2020年7月、先述の代表デビュー時の指揮官であるオラフソンの下、FHハフナルフィヨルズゥルのアシスタントコーチに就任した。

## プレースタイル
空中戦に強く、両足を自在に操る。戦況に応じてFW、MFのポジションをこなすユーティリティ性の高い選手。また、アシスト能力も高くプレミア随一と謳われていた。

## 人物
- 先述のように、父親のアルノール（英語版）は、元プロサッカー選手でアイスランド代表でもプレーした。
- 22歳年下の異母弟アルノール・ボログもスウォンジー・シティAFCに所属したプロサッカー選手である[90]。
- 4人の息子がおり、長男のスヴェイン・アロンもプロサッカー選手で、2018年にセリエBのスペツィア・カルチョに加入した[91]。次男のアンドリ・ルーカスと三男ダニエル・トリスタンもサッカー選手で[92]、アンドリはRCDエスパニョール、ダニエルは父の古巣バルセロナの下部組織に所属していた。2018年、バルセロナはアンドリの獲得に動いたが交渉は不調に終わり、アンドリはレアル・マドリードの下部組織に加入。これを受けて自身は家族で共に暮らす事を望みマドリード移住を決めると、ダニエルも追随してレアル・マドリードの下部組織に加入したと報じられた[93]。
- チェルシー加入時の監督であるヴィアッリの長年のファンであった。父アルノールがRSCアンデルレヒト在籍時にUCサンプドリア所属の同氏と対戦した際には、エイドゥルの希望によりユニフォームを交換した[11]。
- 2003年初めに負傷離脱によって時間を持て余す中、5ヶ月の間にカジノで40万ポンドを失いギャンブル依存症であることを告白した[94]。

## タイトル
PSV
- エールディヴィジ : 1996-97
- KNVBカップ : 1995-96
- ヨハン・クライフ・シャール : 1996

チェルシー
- プレミアリーグ : 2004-05, 2005-06
- FAコミュニティ・シールド : 2000, 2005
- フットボールリーグカップ : 2004-05

バルセロナ
- プリメーラ・ディビシオン : 2008-09
- コパ・デル・レイ : 2008-09
- スーペルコパ・デ・エスパーニャ : 2006, 2009
- UEFAチャンピオンズリーグ : 2008-09
- UEFAスーパーカップ : 2009

## 個人成績

### クラブでの出場記録
| クラブ成績   | クラブ成績         | クラブ成績           | リーグ | リーグ | カップ     | カップ     | リーグ杯 | リーグ杯 | 国際大会   | 国際大会   | 通算 | 通算 |
| シーズン     | クラブ             | リーグ               | 出場   | 得点   | 出場       | 得点       | 出場     | 得点     | 出場       | 得点       | 出場 | 得点 |
| アイスランド | アイスランド       | アイスランド         | リーグ | リーグ | カップ     | カップ     | リーグ杯 | リーグ杯 | 国際大会   | 国際大会   | 通算 | 通算 |
| ------------ | ------------------ | -------------------- | ------ | ------ | ---------- | ---------- | -------- | -------- | ---------- | ---------- | ---- | ---- |
| 1994         | ヴァルル           | ウルヴァルステイルト | 17     | 7      | 0          | 0          | —        | —        | —          | —          | 17   | 7    |
| オランダ     | オランダ           | オランダ             | リーグ | リーグ | KNVB杯     | KNVB杯     | リーグ杯 | リーグ杯 | ヨーロッパ | ヨーロッパ | 通算 | 通算 |
| 1995–96      | PSV                | エールディヴィジ     | 13     | 3      | 0          | 0          | —        | —        | —          | —          | 13   | 3    |
| 1996–97      | PSV                | エールディヴィジ     | 0      | 0      | 0          | 0          | —        | —        | —          | —          | 0    | 0    |
| アイスランド | アイスランド       | アイスランド         | リーグ | リーグ | カップ     | カップ     | リーグ杯 | リーグ杯 | 国際大会   | 国際大会   | 通算 | 通算 |
| 1998         | KRレイキャヴィーク | ウルヴァルステイルト | 6      | 0      | 0          | 0          | 0        | 0        | 0          | 0          | 6    | 0    |
| イングランド | イングランド       | イングランド         | リーグ | リーグ | FAカップ   | FAカップ   | FLカップ | FLカップ | ヨーロッパ | ヨーロッパ | 通算 | 通算 |
| 1998–99      | ボルトン           | チャンピオンシップ   | 17     | 5      | 0          | 0          | 1        | 0        | —          | —          | 18   | 5    |
| 1999–2000    | ボルトン           | チャンピオンシップ   | 42     | 14     | 5          | 4          | 8        | 3        | —          | —          | 55   | 21   |
| 2000–01      | チェルシー         | プレミアリーグ       | 30     | 10     | 3          | 3          | 1        | 0        | 2          | 0          | 36   | 13   |
| 2001–02      | チェルシー         | プレミアリーグ       | 32     | 14     | 7          | 3          | 5        | 3        | 3          | 3          | 47   | 23   |
| 2002–03      | チェルシー         | プレミアリーグ       | 35     | 10     | 5          | 0          | 2        | 0        | 2          | 0          | 44   | 10   |
| 2003–04      | チェルシー         | プレミアリーグ       | 26     | 6      | 4          | 2          | 1        | 2        | 10         | 3          | 41   | 13   |
| 2004–05      | チェルシー         | プレミアリーグ       | 37     | 12     | 3          | 1          | 6        | 1        | 11         | 2          | 57   | 16   |
| 2005–06      | チェルシー         | プレミアリーグ       | 26     | 2      | 3          | 1          | 1        | 0        | 6          | 0          | 36   | 3    |
| スペイン     | スペイン           | スペイン             | リーグ | リーグ | 国王杯     | 国王杯     | リーグ杯 | リーグ杯 | ヨーロッパ | ヨーロッパ | 通算 | 通算 |
| 2006–07      | バルセロナ         | ラ・リーガ           | 25     | 5      | 6          | 3          | —        | —        | 9          | 4          | 40   | 12   |
| 2007–08      | バルセロナ         | ラ・リーガ           | 23     | 2      | 5          | 1          | -        | -        | 8          | 0          | 36   | 3    |
| 2008–09      | バルセロナ         | ラ・リーガ           | 24     | 3      | 4          | 1          | -        | -        | 5          | 0          | 33   | 4    |
| フランス     | フランス           | フランス             | リーグ | リーグ | フランス杯 | フランス杯 | リーグ杯 | リーグ杯 | ヨーロッパ | ヨーロッパ | 通算 | 通算 |
| 2009–10      | モナコ             | リーグ・アン         | 9      | 0      | 2          | 0          |          |          |            | 0          | 11   | 0    |
| イングランド | イングランド       | イングランド         | リーグ | リーグ | FAカップ   | FAカップ   | FLカップ | FLカップ | ヨーロッパ | ヨーロッパ | 通算 | 通算 |
| 2009–10      | トッテナム         | プレミアリーグ       | 11     | 1      | 3          | 1          | 0        | 0        | —          | —          | 14   | 2    |
| 2010–11      | ストーク           | プレミアリーグ       | 4      | 0      | 0          | 0          | 1        | 0        | —          | —          | 5    | 0    |
| 2010–11      | フラム             | プレミアリーグ       | 10     | 0      | 0          | 0          | 0        | 0        | —          | —          | 10   | 0    |
| ギリシャ     | ギリシャ           | ギリシャ             | リーグ | リーグ | カップ     | カップ     | リーグ杯 | リーグ杯 | ヨーロッパ | ヨーロッパ | 通算 | 通算 |
| 2011–12      | AEKアテネ          | スーパーリーグ       | 5      | 1      | 0          | 0          | —        | —        | 4          | 0          | 9    | 1    |
| 通算         | アイスランド       | アイスランド         | 36     | 10     | 0          | 0          | 0        | 0        | 0          | 0          | 36   | 10   |
| 通算         | オランダ           | オランダ             | 13     | 3      | 0          | 0          | 0        | 0        | 0          | 0          | 13   | 3    |
| 通算         | イングランド       | イングランド         | 270    | 74     | 33         | 15         | 26       | 9        | 34         | 8          | 363  | 106  |
| 通算         | スペイン           | スペイン             | 72     | 10     | 15         | 5          | 0        | 0        | 22         | 4          | 109  | 19   |
| 通算         | フランス           | フランス             | 9      | 0      | 2          | 0          | 0        | 0        | 0          | 0          | 11   | 0    |
| 通算         | ギリシャ           | ギリシャ             | 5      | 1      | 0          | 0          | 0        | 0        | 4          | 0          | 9    | 1    |
| 総通算       | 総通算             | 総通算               | 405    | 98     | 50         | 20         | 26       | 9        | 60         | 12         | 541  | 139  |

### 代表での成績
出典
| アイスランド代表 | 国際Aマッチ | 国際Aマッチ |
| 年               | 出場        | 得点        |
| ---------------- | ----------- | ----------- |
| 1996             | 1           | 0           |
| 1997             | 0           | 0           |
| 1998             | 0           | 0           |
| 1999             | 3           | 1           |
| 2000             | 5           | 0           |
| 2001             | 7           | 2           |
| 2002             | 4           | 3           |
| 2003             | 7           | 3           |
| 2004             | 7           | 4           |
| 2005             | 5           | 3           |
| 2006             | 5           | 1           |
| 2007             | 5           | 2           |
| 2008             | 6           | 3           |
| 2009             | 6           | 2           |
| 2010             | 2           | 0           |
| 2011             | 4           | 0           |
| 2012             | 1           | 0           |
| 2013             | 10          | 0           |
| 2014             | 0           | 0           |
| 2015             | 3           | 1           |
| 2016             | 7           | 1           |
| 通算             | 88          | 26          |

### 代表での得点
スコア欄はアイスランドの得点を左側に記している
| #   | 日付           | 場所               | 相手               | スコア | 結果 | 大会                                    |
| --- | -------------- | ------------------ | ------------------ | ------ | ---- | --------------------------------------- |
| 1.  | 1999年9月4日   | レイキャヴィーク   | アンドラ           | 3–0    | 3–0  | UEFA EURO 2000予選                      |
| 2.  | 2001年4月25日  | タ・アーリ         | マルタ             | 3–1    | 4–1  | 2002 FIFAワールドカップ・ヨーロッパ予選 |
| 3.  | 2001年6月2日   | レイキャヴィーク   | マルタ             | 3–0    | 3–0  | 2002 FIFAワールドカップ・ヨーロッパ予選 |
| 4.  | 2002年10月16日 | レイキャヴィーク   | リトアニア         | 2–0    | 3–0  | UEFA EURO 2004予選                      |
| 5.  | 2002年10月16日 | レイキャヴィーク   | リトアニア         | 3–0    | 3–0  | UEFA EURO 2004予選                      |
| 6.  | 2003年3月29日  | グラスゴー         | スコットランド     | 1–1    | 1–2  | UEFA EURO 2004予選                      |
| 7.  | 2003年6月11日  | カウナス           | リトアニア         | 2–0    | 3–0  | UEFA EURO 2004予選                      |
| 8.  | 2003年8月20日  | トースハウン       | フェロー諸島       | 1–0    | 2–0  | UEFA EURO 2004予選                      |
| 9.  | 2004年3月31日  | ティラナ           | アルバニア         | 1–1    | 1–2  | 親善試合                                |
| 10. | 2004年8月18日  | レイキャヴィーク   | イタリア           | 1–0    | 2–0  | 親善試合                                |
| 11. | 2004年9月4日   | レイキャヴィーク   | ブルガリア         | 1–2    | 1–3  | 2006 FIFAワールドカップ・ヨーロッパ予選 |
| 12. | 2004年9月8日   | ブダペスト         | ハンガリー         | 1–0    | 3–2  | 2006 FIFAワールドカップ・ヨーロッパ予選 |
| 13. | 2004年10月13日 | レイキャヴィーク   | スウェーデン       | 1–4    | 1–4  | 2006 FIFAワールドカップ・ヨーロッパ予選 |
| 14. | 2005年4月6日   | レイキャヴィーク   | ハンガリー         | 1–0    | 2–3  | 2006 FIFAワールドカップ・ヨーロッパ予選 |
| 15. | 2005年6月8日   | レイキャヴィーク   | マルタ             | 2–0    | 4–1  | 2006 FIFAワールドカップ・ヨーロッパ予選 |
| 16. | 2005年9月3日   | レイキャヴィーク   | クロアチア         | 1–0    | 1–3  | 2006 FIFAワールドカップ・ヨーロッパ予選 |
| 17. | 2006年9月2日   | ベルファスト       | 北アイルランド     | 3–0    | 3–0  | UEFA EURO 2008予選                      |
| 18. | 2007年10月13日 | レイキャヴィーク   | ラトビア           | 1–0    | 2–4  | UEFA EURO 2008予選                      |
| 19. | 2007年10月13日 | レイキャヴィーク   | ラトビア           | 2–0    | 2–4  | UEFA EURO 2008予選                      |
| 20. | 2008年3月26日  | ズラテ・モラフツェ | スロバキア         | 2–0    | 2–0  | 親善試合                                |
| 21. | 2008年9月6日   | オスロ             | ノルウェー         | 2–2    | 2–2  | 2010 FIFAワールドカップ・ヨーロッパ予選 |
| 22. | 2008年9月10日  | レイキャヴィーク   | スコットランド     | 1–2    | 1–2  | 2010 FIFAワールドカップ・ヨーロッパ予選 |
| 23. | 2009年2月11日  | レイキャヴィーク   | リヒテンシュタイン | 2–0    | 2–0  | 親善試合                                |
| 24. | 2009年9月5日   | レイキャヴィーク   | ノルウェー         | 1–1    | 1–1  | 2010 FIFAワールドカップ・ヨーロッパ予選 |
| 25. | 2015年3月28日  | アスタナ           | カザフスタン       | 1–0    | 3–0  | UEFA EURO 2016予選                      |
| 26. | 2016年6月7日   | レイキャヴィーク   | リヒテンシュタイン | 4–0    | 4–0  | 親善試合                                |